# 徐萃
徐萃，济南人，是一名清朝政治人物。贡生出身。
徐萃曾于顺治八年(1651年)接替吴开应任建宁府知府一职，顺治九年(1652年)由王嘉宾接任。